# Rippetegg
Der Rippetegg ist ein 2126 m ü. A. hoher Berg in den Schladminger Tauern, einem Teil der Großgruppe Niedere Tauern in Österreich.

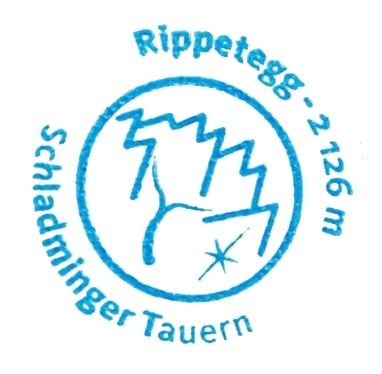
Gipfelstempel

## Lage und Umgebung
Der Berg befindet sich auf der Gemarkung der Gemeinde Schladming direkt an der westlichen, über den Gipfelbereich verlaufenden Grenze des Bundeslandes Steiermark zum Bundesland Salzburg. Mit den nahe gelegenen Bergen Schober (2133 m ü. A.) und Gasselhöhe (2001 m ü. A.) bildet der Rippetegg den nördlichen Abschluss der Kalkspitzen-Gruppe, die sich vom Hauptkamm der Schladminger Alpen mit den Bergen der Lungauer Kalkspitze (2471 m ü. A.) und der Steirische Kalkspitze (2459 m ü. A.) über die Nebelspitze (2134 m ü. A.), den Weitgaßbretter (2459 m ü. A.), die Mahdspitze (1990 m ü. A.) und die Steinkarhöhe (2105 m ü. A.) nach Norden ausdehnt.

## Zugang
Als Ausgangspunkt kann die Reiteralm dienen, die mit der Seilbahn Preunegg-Jet vom Preunegger Ortsteil Holzer oder über eine Mautstraße von Preunegg erreicht werden kann. Der direkte Aufstiegsweg verläuft am Osthang der Gasselhöhe an den Gasselseen vorbei zum Obersee und von dort über einen steileren Aufstieg über den Osthang zum Gipfel. Für den Zugang werden etwa 2,5 Stunden benötigt. Ein Rundweg startet mit dem Aufstieg zur Gasselhöhe und verläuft dann weiter über einen Grat zur Rippetegg. Nach kurzem Abstieg zum Obersee führt der Weg zurück zur Reiteralm dann über die Gasselseen. Für den Rundweg muss eine Gehzeit von 4,5 bis 5 Stunden eingeplant werden. Mit der Reiteralmhütte, Gasselhöh-Hütte und der Eiskarhütte befinden sich bewirtschaftete Schutzhütten im Bereich der Reiteralm.